# 푸에르토리코 아일랜더스
푸에르토리코 아일랜더스(Puerto Rico Islanders)는 2003년에 창설되어 2012년에 해체된 푸에르토리코의 축구 클럽으로 바야몬을 연고지로 사용했다. 2008-09 시즌부터 2011-12 시즌까지 CONCACAF 챔피언스리그에 참가했고 2010년 카리브 클럽 챔피언십에서 우승했다. 2008-09 시즌에는 챔피언스리그 4강에 올랐다. 2010년에는 로스앤젤레스 갤럭시를 만나 홈에서 2-1로 졌으나 원정에서 4-1로 승리하여 조별 라운드 진출에 성공하였다.

## 역대 홈경기장
| 경기장                      | 사용기간            | 장소          | 팀명                    | 비고 |
| --------------------------- | ------------------- | ------------- | ----------------------- | ---- |
| 후안 라몬 루브리엘 스타디움 | 푸에르토리코 바야몬 | 2011년~2012년 | 푸에르토리코 아일랜더스 | 빈칸 |